# Hydropsyche selysi
Hydropsyche selysi là một loài Trichoptera trong họ Hydropsychidae. Chúng phân bố ở miền Cổ bắc.